# SGV Freiberg
El SGV Freiberg es un equipo de fútbol de Alemania que juega en la Regionalliga Südwest, una de las ligas regionales que conforman la cuarta división nacional.

## Historia
Fue fundado el 26 de octubre de 1973 en la ciudad de Freiberg am Neckar del estado de Baden-Württemberg luego de la fusión de los equipos SGV Heutingsheim y TSV Beihingen, este último participó en la Amateurliga Württemberg a inicios de los años 1960.
Fue un equipo consistente dentro de la Amateurliga Württemberg hasta la reunificación alemana, donde permanecío en la liga hasta que en 2001 logra el ascenso a la Oberliga Baden-Württemberg. Permanecío por varias temporadas en la entonces cueta categoría, con resultados pobres que lo situaban en los puestos bajos de la clasificación, e incluso llega a descender en un par de ocasiones, aunque regresaría tras una temporada.
Luego de dos temporadas canceladas por la pandemia de Covid-19, el club sería campeón de la Oberliga Baden-Württemberg y jugará por primera vez en la Regionalliga Südwest para la temporada 2022/23.

### Centenario
En julio de 2013 el Freiberg juega un partido amistoso ante el equipo de la 1. Bundesliga TSG 1899 Hoffenheim para celebrar los 100 años del SGV, y logran la victoria por 2–1 con goles de Spetim Muzliukaj y Ouadie Barini.

## Palmarés
- Oberliga Baden-Württemberg: 1 (V)

2022
- Verbandsliga Württemberg: 3 (VI)

2001, 2012, 2017